# Las Tres Torres
Las Tres Torres es un barrio del distrito de Sarriá-San Gervasio de la ciudad de Barcelona, con una de las rentas per cápita más elevadas de Cataluña, albergando las residencias de gran parte de la burguesía industrial catalana. Es uno de los sectores pertenecientes al antiguo municipio de Sarrià y en sus inmediaciones se encuentran algunos de los centros comerciales más importantes de la ciudad, como El Corte Inglés o la Illa Diagonal. Su urbanización y edificación fueron bastante dificultosas: se inició hacia 1860, a medida que el tren de Sarrià (de Plaza de Cataluña a Sarrià) se iba construyendo. 
Los límites del barrio son discutidos, si bien la última delimitación lo conforma como sigue: Vía Augusta, Doctor Carulla, Ganduxer, avenida Diagonal, avenida de Sarrià, paseo de Manuel Girona, Bosch i Gimpera, calle del Cardenal Vives i Tutó, calle de Font Coberta, calle de Bonaplata, calle de los Vergós.